# Szánkó az 1976. évi téli olimpiai játékokon
Az 1976. évi téli olimpiai játékokon a szánkó versenyszámait Iglsben rendezték február 4. és 10. között. A férfiaknak 2 versenyszámban, a nőknek 1 versenyszámban osztottak érmeket.

## Részt vevő nemzetek
A versenyeken 16 nemzet 94 sportolója vett részt.
- Ausztria (AUT) (7 – 4 férfi, 3 nő)
- Csehszlovákia (TCH) (4 – 4 férfi)
- Egyesült Államok (USA) (9 – 6 férfi, 3 nő)
- Franciaország (FRA) (1 – 1 nő)
- Japán (JPN) (5 – 3 férfi, 2 nő)
- Kanada (CAN) (8 – 5 férfi, 3 nő)
- Kínai Köztársaság (ROC) (2 – 2 férfi)
- Lengyelország (POL) (8 – 5 férfi, 3 nő)
- Liechtenstein (LIE) (3 – 3 férfi)
- Nagy-Britannia (GBR) (4 – 4 férfi)
- NDK (GDR) (9 – 6 férfi, 3 nő)
- NSZK (FRG) (8 – 6 férfi, 2 nő)
- Norvégia (NOR) (7 – 7 férfi)
- Olaszország (ITA) (8 – 6 férfi, 2 nő)
- Svédország (SWE) (5 – 3 férfi, 2 nő)
- Szovjetunió (URS) (6 – 5 férfi, 1 nő)

## Éremtáblázat
(A rendező ország csapata eltérő háttérszínnel, az egyes számoszlopok legmagasabb értéke, vagy értékei vastagítással kiemelve.)
| Az 1976. évi téli olimpiai játékok éremtáblázata szánkóban | Az 1976. évi téli olimpiai játékok éremtáblázata szánkóban | Az 1976. évi téli olimpiai játékok éremtáblázata szánkóban | Az 1976. évi téli olimpiai játékok éremtáblázata szánkóban | Az 1976. évi téli olimpiai játékok éremtáblázata szánkóban | Olimpia  |
| ---------------------------------------------------------- | ---------------------------------------------------------- | ---------------------------------------------------------- | ---------------------------------------------------------- | ---------------------------------------------------------- | -------- |
|                                                            | Ország                                                     | Arany                                                      | Ezüst                                                      | Bronz                                                      | Összesen |
| 1.                                                         | NDK (GDR)                                                  | 3                                                          | 1                                                          | 1                                                          | 5        |
|                                                            |                                                            |                                                            |                                                            |                                                            |          |
| 2.                                                         | NSZK (FRG)                                                 | 0                                                          | 2                                                          | 1                                                          | 3        |
| 3.                                                         | Ausztria (AUT)                                             | 0                                                          | 0                                                          | 1                                                          | 1        |
|                                                            |                                                            |                                                            |                                                            |                                                            |          |
| Összesen                                                   | Összesen                                                   | 3                                                          | 3                                                          | 3                                                          | 9        |

## Érmesek
| Az 1976. évi téli olimpiai játékok érmesei szánkóban |                                      |          |                                                |          |                                                  |          |
| Versenyszám                                          | Arany                                | Arany    | Ezüst                                          | Ezüst    | Bronz                                            | Bronz    |
| Férfi egyes                                          | Dettlef Günther · NDK (GDR)          | 3:27,688 | Josef Fendt · NSZK (FRG)                       | 3:28,196 | Hans Rinn · NDK (GDR)                            | 3:28,574 |
| Női egyes                                            | Margit Schumann · NDK (GDR)          | 2:50,621 | Ute Rührold · NDK (GDR)                        | 2:50,846 | Elisabeth Demleitner · NSZK (FRG)                | 2:51,056 |
| Kettes                                               | NDK (GDR) · Hans Rinn · Norbert Hahn | 1:25,604 | NSZK (FRG) · Hans Brandner · Balthasar Schwarm | 1:25,889 | Ausztria (AUT) · Rudolf Schmid · Franz Schachner | 1:25,919 |